# ゼロ金利政策
ゼロ金利政策（ゼロきんりせいさく、英: zero-interest rate policy）とは、金融政策の一つ。政策金利をほぼゼロにすること。ゼロ未満はマイナス金利政策という。

## 経緯

### 日本
1998年（平成10年）、日本ではバブル崩壊後最悪の経済状況となる中で、大規模な財政政策が取られた。金融政策においても緩和が求められることになり、1999年（平成11年）2月、日本銀行は短期金利の指標である無担保コール翌日物金利を史上最低の0.15 %に誘導することを決定した。この時、当時の速水優日本銀行総裁が「ゼロでも良い」と発言したことからゼロ金利政策と呼ばれるようになった。
日本銀行がゼロ金利政策を採用することになったのは、大蔵省が資金運用部による長期国債の買い入れの中止を発表した結果、国債金利が跳ね上がったためとされている。ゼロ金利政策は実際に導入されるまで、中原伸之委員によって政策決定会合で何度も提案されていたが、反対多数で否決されていた。
速水総裁は、自ら採用したゼロ金利政策を異常とみなし、講演・記者会見で繰り返し弊害を指摘していた。速水総裁は「ゼロ金利政策は緊急措置的な政策であり、機会があり次第なるべく早い段階で金利を『正常化』していく」とゼロ金利政策採用直後から、早期の解除を明言していた。
2000年（平成12年）のITバブル景気を機に一時解除されるが、2001年（平成13年）のITバブル崩壊を機に事実上復活。2006年（平成18年）に景気回復を理由に再び解除となるが、2008年（平成20年）12月の世界金融危機と米国のゼロ金利導入を機に、同年12月19日に日銀が無担保コール翌日物金利の誘導目標を0.1 %に設定することを決定。いったんは解除したゼロ金利政策を再び実施する方向へと舵を切りなおした。
2016年1月29日にマイナス金利付き量的・質的金融緩和を導入し、マイナス金利政策となった。
2024年3月19日、無担保コール翌日物金利の誘導目標を0.0～0.1%程度にすることとし、ゼロ金利政策に復帰した。
2024年7月31日、翌日の8月1日より無担保コール翌日物金利の誘導目標を0.25%程度にすることとし、プラス金利政策に復帰した。

### 日本以外
アメリカは2008年12月17日～2015年12月16日に連邦準備制度理事会 (FRB) がフェデラル・ファンド金利の誘導目標を年0.00-0.25%に設定し、事実上のゼロ金利政策を取った。2020年3月15日-2022年3月16日に新型コロナウイルスの流行により、再びゼロ金利政策を行った。
EUは2016年3月16日～2022年7月27日に政策金利（主要リファイナンス・オペ金利）を0%にした。
イギリスは2020年3月19日-2021年12月15日に政策金利を0.10%にした。
スイスは2003年3月にターゲットレンジの下限をゼロと置いて事実上のゼロ金利政策を導入して2004年9月まで続けた。2008年12月11日に政策金利を再びゼロ金利政策を導入した。2014年12月18日に-0.25%に下げ、マイナス金利政策を始めた。2022年9月23日に-0.25%から0.50%に上げ、マイナス金利政策が終了した。
スウェーデンは2014年10月29日に政策金利を過去最低の0%とした。2015年2月18日に-0.10%に下げ、マイナス金利政策を始めた。2020年8月1日に0%に戻しゼロ金利政策に戻り、2022年4月5日に0.25%に上げゼロ金利政策も終了した。

## 経済への影響

### 施行時
ゼロ金利政策を採用することは、中央銀行がこれ以上の政策金利の引き下げによる金融緩和ができなくなることを意味する。このためさらに金融緩和を行う場合は貨幣量を目標とした量的緩和や将来の金融緩和を約束する政策などを採用することになる（→量的緩和、インフレターゲット）。
ゼロ金利政策により、期待インフレ率を名目長期金利よりも大きく上昇させることが出来れば、実質金利が低下することとなる。実質金利の低下は設備投資や住宅投資などを容易にし、総需要増大効果をもたらす。
また、将来価値に対する割引率が低下するため資産の理論価格が上昇することや、借入コストの低下により流動性が資産市場に流入することなどにより、資産市場が活況を呈する方向へと進む。さらに、そのことが資産効果を通じて消費の拡大を促す。
その他、世界経済が堅調に推移すれば、諸外国通貨との金利スプレッドが広がるため、自国通貨安になりやすい。このため輸出が増えやすく、輸入が減りやすくなり、純輸出の拡大による総需要増大効果も期待できる。
速水優総裁は「ゼロ金利・量的緩和は、企業経営の危機感を失わせ構造改革を阻害する」と述べていた。
福井俊彦総裁は「低金利が経済・物価情勢と離れて長く継続するという期待が定着すると、金融・経済活動を通じて資源配分に歪みが生じ、経済成長を阻害する可能性がある」と述べていた。福井は「資源配分に歪み」については「具体的には言えない」と述べていた。

### 解除時
解除後は、上記の政策効果の逆転が起きる。
金利を目標にした金融政策が実効性を取り戻すため、レバレッジ効果をかけた過剰投資や企業ベースでのインフレ期待発生を抑制できる。
金利負担の上昇により財政支出や設備投資への抑止効果が働き、総需要増大が抑制される。金利支払や金利収入の増加は国民経済全体では相殺されるため内需景気への影響はない。また海外投資に向けられた資金の一部が還流されることや債券価格の下落によって株式投資が活発化し株価にとってはプラスの効果を導く。ゾンビ企業仮説に従えば、債務負担の増大により重債務企業が存続できなくなり、経済資源が解放される。
物価が上昇に向かっていないにもかかわらず解除した場合は経済資源の余剰が発生し、不景気となる。
諸外国通貨との金利スプレッド縮小への期待から自国通貨安が減速ないし自国通貨高への反転が起きやすくなる。なお、これにより経常収支の黒字・資本収支の赤字が縮小する。

## 学者の評価

### 否定的見解
経済学者の竹中平蔵は、ゼロ金利政策は、
1. 巨額の所得移転をもたらす。利益を得る者と失う者の間に、不公平が生じる（例：債権者と債務者、生命保険会社と証券会社）。
2. 結果的に社会の非効率を温存する。

など重要な欠陥を持っているとしている。

### 反論
経済学者の岩田規久男は「ゼロ金利とは、需要と供給の関係で金利がゼロになっているのであり、他者に金利負担を押しつけた結果として金利がゼロになっているわけではない」と反論している。経済学者の田中秀臣は「『ゼロ金利政策』は、日本銀行が果敢に金融緩和を続けた結果現出した状況ではなく、日銀が常に後追い的に不十分な金融緩和を続けたことによる帰結として現出した」と指摘している。
「超低金利が利子所得を減らす」という議論について、経済学者の伊藤修は「金利を上げたら不況が悪化し失業が増え、国民の所得は減少したはずである。超低金利は銀行に対する所得移転であり、銀行を支えたという面がある。どんな経路であれ、銀行機能の改善は大停滞からの脱却には必要であった」と指摘している。
田中秀臣は「一億円の預金があれば1%の違いは大きいかもしれないが、そのような巨額の預金を持っている人の生活を考慮して利上げをする必要は無い。それよりも失業者など明日の生活の見通しも立たない人たちのことを考えるのが政治の役目である」と指摘している。
いわゆるゾンビ企業仮説として、このような金利を引き下げる政策によって重債務企業の存続が容易になるため、経済資源の再配分が低調になり、生産性の低い企業が残存すると主張する者もいる。ただし、このゾンビ企業仮説に関しては、ゾンビ企業とされた企業がその後多数復活した事実から、ゾンビ企業を清算することの是非が問われるとの研究や、そもそも生産性低下の原因はゾンビ企業存続ではなく内部効果の減少や高生産性企業の退出であったとの研究など、否定的な見方がある。

### 解除時の否定的見解
岩田規久男は「（2000年の）ゼロ金利の解除は、日銀はデフレ脱却にコミットしていないと受け取られ、人々のデフレ予想の定着を後押しした」と指摘している。

## 各国の事例

### 日本

#### 2000年の一時解除
1999年（平成11年）末には、アメリカのITバブルの波及で日本にも急速な景況改善が見えてきた。翌春にはITバブルは崩壊したが、しばらく日本経済の小康状態が続いたことなどから、2000年（平成12年）8月11日の金融政策決定会合でゼロ金利政策は解除が決定された。解除案の採決では9人の政策委員の内賛成7、反対2という結果だった（反対したのは元東亜燃料工業社長の中原伸之と東大教授の植田和男）。日銀がデフレ懸念は払拭されたとしていた一方で、政府や日銀の外部では時期尚早という見解が大半であった。金融政策決定会合では政府代表が議会の延期を求める事態となり、解除を前に市場は一時混乱した。
その後世界的な同時不況が訪れ、2000年（平成12年）末に景気後退が始まった。このため、早くも翌2001年2月末には政策金利である無担保コールレートは0.25%から0.15%に引き下げられ、3月には量的緩和が開始されて無担保コールレートは実質的にゼロに低下し、再びゼロ金利政策が始まった。
2000年（平成12年）8月の時点では、消費者物価は前年比で下落を続けており、政府は物価が持続的に下落するデフレが続いているとして、ゼロ金利政策の解除に反対する姿勢を見せた。しかし、日銀は物価の下落を良いデフレとして問題ではないとする立場をとった。
2001年（平成13年）以降の金融緩和の中で長期金利は低下を続け、2003年（平成15年）には0.43%にまで落ち込んだ。この0.43 %という長期金利は世界史上最も低い利率とされる。

#### 2006年の解除
米国経済がITバブル崩壊から立ち直ると日本の景気も回復に向かい、2002年（平成14年）初めからの長期にわたる景気回復局面を迎えた。2005年（平成17年）になると消費者物価の下落は緩やかとなり、2006年（平成18年）に入ると前年比で上昇するようになった。日本銀行の白川方明理事（当時）は「ゼロ金利が続くと、金利生活者が困る。損失額は何十兆円にも及ぶ」と発言している。このため日銀は3月9日の金融政策決定会合で量的金融緩和政策を解除し、無担保コールレートを概ねゼロ%で推移するよう促すという、純粋なゼロ金利政策に移行した。その後も景気回復が続き、物価下落の圧力も低下したことから、7月14日の政策委員会・金融政策決定会合でゼロ金利政策の解除が全会一致で決定され、短期金利が実質的にゼロという状況は2001年（平成13年）3月以来、5年4か月ぶりに解除された。
しかし、2006年（平成18年）8月の消費者物価指数（CPI）基準改定により2005年（平成17年）を基準年とすると2006年（平成18年）1月・4月がマイナスだったことが明らかとなり、金利引き上げが時期尚早だったという批判も出た。